# Joseph Rodan
Joseph Rodan (* 15. Februar 1951) ist ein fidschianischer Sprinter. Er nahm bei den Olympischen Sommerspielen 1984 und 1988 an den 400 Meter-Läufen teil. Sein Sohn Joseph Rodan jr. vertrat Fidschi in der Leichtathletik bei den Commonwealth-Spielen 1998 und 2002. Des Weiteren war er der Präsident der Fiji Association of Sports and National Olympic Committee, dem Nationalen Olympischen Komitee Fidschis.